# Africanogyrus rodriguezensis
Africanogyrus rodriguezensis là một loài ốc nước ngọt hô hấp trên cạn, là động vật thân mềm chân bụng có phổi sống dưới nước thuộc họ Planorbidae. Đây là loài đặc hữu của Mauritius. Phần đầu danh pháp của nó được đổi thành Africanogyrus vào năm 2007.